# Jouissance
Jouissance (deutsch „Genießen“) ist ein Begriff des französischen Psychoanalytikers Jacques Lacan. Die Jouissance steht für ihn – im Gegensatz zur Lust und zum Begehren – für eine unmittelbare Befriedigung insbesondere sexueller Bedürfnisse. Es gehört als „idiotische“ (vgl. griech. „ίδιος“, selbst), stumpfsinnige, sich dem Sinn entziehende Form der Befriedigung dem Bereich des Realen an.

## Entwicklung des Begriffs
Der Begriff des Genießens taucht im Werk Lacans erst spät terminologisch auf. In den frühen Seminaren I und II (1953–1955) verwendet Lacan ihn im Zusammenhang mit der Hegelschen Herr-Knecht-Dialektik, wo der Knecht gezwungen wird, durch seine Arbeit die Objekte des Genießens für den Herrn zu produzieren. Bis 1957 bezeichnet Genießen nichts weiter als die Befriedigung biologischer Bedürfnisse, etwa des Hungers. Erst ab 1957 verwendet Lacan den Begriff in Bezug auf das Genießen eines sexuellen Objekts sowie auf die Masturbation. Später macht er auch die Bedeutung des Genießens als Orgasmus deutlich.

## Lust und Genießen
Erst 1960 stellt Lacan das Genießen und die Lust einander gegenüber. Die Lust beruht für ihn, wie schon für Freud, auf einem Verbot, das dem Verbotenen erst seinen Wert verschafft. „Das Lustprinzip agiert als eine Art Einschränkung des Genusses; es ist ein Gesetz, das dem Subjekt befiehlt, ‚so wenig wie möglich zu genießen‘.“ (Dylan Evans: Wörterbuch der Lacanschen Psychoanalyse, S. 114) An die Stelle des ungehemmten Genießens hat stattdessen die Lust zu treten, das regulierte Begehren des anderen. Insbesondere das Inzesttabu und die Kastrationsdrohung im Ödipuskomplex sind Beispiele für solche Verbote. So ist der Eintritt in die symbolische Ordnung überhaupt eine Form des Verbotes des Genießens, im übertragenen Sinn eine Form der „symbolischen Kastration“.

## Obszönität und schmerzhafte Lust
Das Genießen dagegen setzt sich über dieses symbolische Verbot hinweg. Es hält seine Befriedigung nicht zurück, sondern verschafft sie sich unmittelbar. Slavoj Žižek betont deshalb den „obszönen“ Charakter des Genießens. Das Genießen ist außerdem paradox. Denn das Hinwegsetzen über das Verbot verschafft ab einem gewissen Punkt keine Lust mehr, sondern verursacht Schmerz, da das Subjekt nur ein gewisses Maß an Lust ertragen kann. Diese schmerzhafte, neurotische Lust ist das Genießen: „Genießen ist Leiden“ (Seminar VII), wobei das französische „mal“ sowohl mit „Leiden“ als auch mit „Übel, Böses“ übersetzt werden kann.
Diese paradoxe Form der Befriedigung kann mit Freuds Begriff des „Primärgewinns aus der eigenen Krankheit“ in Zusammenhang gebracht werden, d. h. der Lust des Subjekts an der eigenen Krankheit und am eigenen Symptom. In diesem Sinne ist das Genießen nicht nur obszön, sondern auch „idiotisch“, indem es das eigene Leiden verlängert. „Der Genuß, das ist das, was zu nichts dient.“ (Seminar XX, S. 9)

## Das Reale und das „Sinthom“
Lacan bringt das Genießen auch in Verbindung mit Freuds Begriff des „Todestriebs“: Das Genießen ist „der Weg zum Tod“ (Seminar XVII). Dylan Evans schreibt: „In dem Maße wie die Triebe Versuche darstellen, das Lustprinzip auf der Suche nach dem Genießen zu durchbrechen, sind sie alle Todestriebe.“ (Dylan Evans: Wörterbuch der Lacanschen Psychoanalyse, S. 115)
Zum Todestrieb gehört der „Wiederholungszwang“, das Festhalten am einmal Erlebten und seiner Wiederholung im Symptom. Das Genießen unterscheidet sich vom Begehren also auch dadurch, dass es sein Objekt nicht beliebig wechselt, sondern es im Gegenteil gerade festhält. Auch in diesem Sinn ist es „idiotisch“, nicht interpretierbar. Slavoj Žižek schreibt dazu:
„Und insofern im Symptom ein Kern des Genießens persistiert, der jeder Interpretation widersteht, ist vielleicht auch das Ende der Analyse nicht in einer interpretativen Auflösung des Symptoms zu suchen, sondern in einer Identifikation mit ihm, in einer Identifikation des Subjekts mt diesem nicht-analysierbaren Punkt, mit diesem partikularen 'pathologischen' Tick, der letztendlich die einzige Stütze seines Daseins bildet.“ (Žižek: Liebe Dein Symptom wie Dich selbst, S. 26 f.)
Hinzuzufügen ist jedoch, dass das Symptom nicht auf diesen Rest des Realen beschränkt ist, sondern zwei Seiten hat. Einerseits ist es ein Signifikant, der symbolisch etwas anzeigt und interpretiert werden kann. Andererseits gibt es einen Überschuss an Bedeutung, einen unauflösbaren „Rest des Realen“: „Das Symptom ist nicht nur ein signifikantes Gebilde, es ist gleichzeitig auch die Weise, in der sich das Subjekt sein Genießen organisiert.“ (Žižek: Liebe Dein Symptom wie Dich selbst, S. 20) Lacan prägte für diesen Rest im Symptom den Begriff „Sinthom“. Wenn Žižek zur Identifikation mit dem eigenen Symptom auffordert, so ist damit stets dieses „Sinthom“ gemeint.

## Libido
Der Begriff des Genießens ist außerdem mit Freuds Begriff der Libido verwandt. Dabei sieht Lacan das Genießen als wesentlich phallisch an, ganz ähnlich wie Freud die Libido als genuin männlich ansah. „Der Genuß, als geschlechtlicher, ist phallisch, das heißt daß er sich nicht zum Anderen als solchen verhält.“ (Seminar XX, S. 13) Aber Lacan räumt auch ein, dass es neben dem männlichen ein eigenes weibliches Genießen gebe, das „jenseits des Phallus“ ist (Seminar XX, S. 81).

## Mehr-Genießen und Mehrwert bei Slavoj Žižek
Slavoj Žižek schreibt, das Konzept des Objekt klein a sei von Lacan im Zusammenhang mit dem Genießen als Analogie zur Marxschen Konzeption des Mehrwerts entwickelt. Gerade der Verlust des Genießens verschaffe dem Subjekt einen Gewinn an Lust, ein „Mehr-Genießen“, den das Objekt klein a in Form eines Mehrwertes an Bedeutung und an Lust („plus-de-jouir“) besitze. Inwiefern dieses Mehr-Genießen mit Marx’ Konzeption des Mehrwerts in Verbindung zu bringen ist, lässt Žižek jedoch offen.